# The Ongoing Concept
The Ongoing Concept ist eine christliche Metal-Band aus Idaho.

## Geschichte
The Ongoing Concept wurde 2010 in Rathdrum gegründet. Das erste Album What Is My Destiny veröffentlichte die Band bereits 2010. Das zweite Album Arrows Before Bullets wurde 2011 herausgebracht. Am 20. Juni 2013 unterschrieb die Band einen Vertrag bei Solid State Records. Anschließend brachte sie das erfolgreiche Album Saloon im Jahr 2013 bei Solid State Records heraus. Im Jahr 2023 folgte schließlich ein neues Album mit dem Titel"Again".

## Stil
Die Musiker sind für ihre chaotischen energiegeladenen Auftritte bekannt. Neben Gitarre und Bass arbeitet die Band auch noch mit einem Banjo und einem Klavier.

## Mitglieder
- Dawson Scholz – Gesang, Gitarre
- Kyle Scholz – Gesang, Keyboard
- Parker Scholz – Schlagzeug
- TJ Nichols – Bass

## Diskografie
- 2010: What Is My Destiny (EP)
- 2011: Arrows Before Bullets (EP)
- 2013: Saloon (Album, Solid State Records)
- 2023: Again (Album, Solid State Records)

## Musikvideos
| Jahr | Name                  | Regisseur     |
| ---- | --------------------- | ------------- |
| 2011 | Arrows Before Bullets | Dawson Scholz |
| 2013 | Cover Girl            | Dawson Scholz |
| 2013 | Class of Twenty-Ten   | Dawson Scholz |
| 2014 | Failures and Fakes    | Dawson Scholz |